# Melissa Lotholz
Melissa Lotholz (Barrhead, 2 de diciembre de 1992) es una deportista canadiense que compite en bobsleigh en la modalidad doble.
Ganó dos medallas de plata en el Campeonato Mundial de Bobsleigh, en los años 2016 y 2017. Participó en los Juegos Olímpicos de Pyeongchang 2018, ocupando el séptimo lugar en la prueba doble.

## Palmarés internacional
| Campeonato Mundial | Campeonato Mundial   | Campeonato Mundial | Campeonato Mundial |
| Año                | Lugar                | Medalla            | Prueba             |
| ------------------ | -------------------- | ------------------ | ------------------ |
| 2016               | Igls (Austria)       | Medalla de plata   | Doble              |
| 2017               | Königssee (Alemania) | Medalla de plata   | Doble              |